# ФК Стаљ
ФК Стаљ (укр. ФК «Сталь») украјински је професионални фудбалски клуб из Камјанска, који се такмичи у Премијер лиги Украјине. 

## Успеси
- Друга Украјинска фудбалска лига
  - 2003-04